# أرخيم (إربد)
أرخيم منطقة سكنية تقع في لواء الكورة، محافظة إربد في الأردن. تنتمي المنطقة لقضاء الكورة (الأردن) الذي يضم 21 منطقة. يقدر عدد سكانها بـ 171 نسمة حسب إحصاء 2015.
وتعد اراضي أرخيم من الأراضي الزراعيه التي يملكها سكان جنين الصفا بالاغلب وتمتاز بتربتها الحمراء ويكثر فيها اشجر الزيتون والاشجار المثمره واشجار البلوط والاشجار المعمره الأخرى  وهي تعد من أجمل المناطق في لواء الكورة حبث تمتاز بجمال طبيعتها الخلاب وخضرتها ويوجد
فيها الكثير من عيون الماء ويقصدها الكثير من السكان القرى المجاورة ومن سكان مدينه اربد ومن خارج اربد للتنزه والاستجمام وهي بشكل عام معلم سياحي طبيعي رائع.[بحاجة لمصدر]

## الوصلات الخارجية
- دائرة الاحصاءات العامة